# Bellingham (Minnesota)
Bellingham es una ciudad ubicada en el condado de Lac qui Parle en el estado estadounidense de Minnesota. En el Censo de 2010 tenía una población de 168 habitantes y una densidad poblacional de 162,16 personas por km².

## Geografía
Bellingham se encuentra ubicada en las coordenadas 45°8′11″N 96°17′3″O / 45.13639, -96.28417. Según la Oficina del Censo de los Estados Unidos, Bellingham tiene una superficie total de 1.04 km², de la cual 1.04 km² corresponden a tierra firme y (0%) 0 km² es agua.

## Demografía
Según el censo de 2010, había 168 personas residiendo en Bellingham. La densidad de población era de 162,16 hab./km². De los 168 habitantes, Bellingham estaba compuesto por el 100% blancos, el 0% eran afroamericanos, el 0% eran amerindios, el 0% eran asiáticos, el 0% eran isleños del Pacífico, el 0% eran de otras razas y el 0% pertenecían a dos o más razas. Del total de la población el 1.19% eran hispanos o latinos de cualquier raza.